# Leptostylus incertus
Leptostylus incertus es una especie de escarabajo longicornio del género Leptostylus, categorizada en la tribu Acanthocinini, de la subfamilia Lamiinae. Fue descrita por Bates en 1881.

## Descripción
Mide 6,3-7,4 mm de longitud.

## Distribución
Se distribuye por Guatemala y Nicaragua.